# Suske en Wiske (televisieserie)
De Suske en Wiske-poppenserie van de TROS werd in Nederland uitgezonden van oktober 1975 tot en met december 1976. In België werd de serie door de BRT uitgezonden in de periode oktober 1976 tot en met februari 1977. In 1984 en in de zomermaanden van 1990 werden de afleveringen herhaald.

## Achtergrond
Al in 1955 waren er avonturen van Suske en Wiske op de Nederlandse televisie te zien. Pats' Poppenspel bracht deze op de buis. In 1973 werd besloten om een nieuwe televisiepoppenserie te maken, gebaseerd op speciaal voor die serie te schrijven verhalen. Later werden de verhalen aangepast en in albumvorm uitgebracht.
De poppen waren vervaardigd door het atelier Creatuur in samenwerking met André Henderickx, een Schiedamse glazenier / kunstenaar. Er werd voor elk figuur een aantal koppen met verschillende gezichtsuitdrukkingen gemaakt. Opvallend was dat Jerom als pop zijn ogen open had, terwijl hij in de albums altijd met gesloten ogen loopt. De decors en rekwisieten kwamen op basis van gedetailleerde ontwerpen van Studio Vandersteen tot stand. Voor het maken van de serie werd een poppenkast gebruikt waarin alle decors werden opgehangen. 
Om de teletijdmachine te laten flitsen werden kleine sterretjes gebruikt. Deze werden gehouden achter de cabine direct nadat de poppen van de weg te flitsen figuren waren weggehaald, zodat het net leek alsof de teletijdmachine de poppen echt wegflitste.
Wim Povel, die de scenario's schreef, had op de later verschenen lp de rol van verteller, ofschoon in de televisieserie de verhalen door Lambik (gespeeld door Henk Molenberg) aan elkaar gepraat werden. De serie werd geregisseerd door Patrick Lebon en de muziek was geschreven door Piet Souer.
De serie werd een groot succes, evenals de merchandising.

## Afleveringen
De titels van de afleveringen werden ook gebruikt voor de latere stripverhalen die in de jaren zeventig en tachtig in de Vierkleurenreeks verschenen, alleen de titel van de poppenfilm De minilotten werd aangepast. Elk verhaal bestond uit vijf afleveringen van 22 minuten, alleen De minilotten omvatte vier afleveringen.
In de stripverhalen zijn veranderingen aangebracht ten opzichte van de verhalen uit de poppenserie.

### De Minilotten
Er landt een vreemd, coconvormig ding in de tuin van Suske, Wiske en tante Sidonia. Er blijkt een soort grote, pluizige, blauwe bij in te zitten: een minilot. Deze vertelt over een meteoorsteen die op de planeet Kokonera, waar de minilotten wonen, alle bloemen in goud heeft veranderd. Suske, Wiske, Jerom en Lambik gaan met de minilot mee naar Kokonera om de meteoor onschadelijk te maken. De sluwe Krimson heeft echter ook over de gouden bloemen gehoord en wil daar graag meer van weten.
- Dit verhaal werd op de Nederlandse tv uitgezonden vanaf 6 oktober 1975.
- Dit verhaal werd ook uitgegeven als lp.
- Het verhaal werd ook als stripalbum uitgegeven, zie De minilotten van Kokonera.
- Krimson kreeg in het stripverhaal assistentie van twee boeven, terwijl Krimson op de tv op zijn eentje opereerde. Bovendien werd op de tv ook gesuggereerd dat de boef in dit verhaal voor het eerst met onze helden in aanraking kwam, terwijl hij reeds in het stripverhaal Het rijmende paard (1962) zijn debuut maakte.

### De Gouden Locomotief
Lambik heeft een nieuwe hoed gekocht. Dit is niet zomaar een hoed, maar de oude hoed van de beroemde cowboy Buffalo Bill. Hierin vindt hij een kaart en een brief waarin hij schrijft over een gouden locomotief die hij in het indianengebied van Amerika gevonden heeft. Samen met Suske en Wiske gaat Lambik terug naar Amerika in het jaar 1875, de tijd van Buffalo Bill, om de gouden locomotief te gaan zoeken. Daar maken ze kennis met de Papache-indianen, hun opperhoofd Sachem Soepoog en diens dochter Lichte Veder. De sluwe boef Krimson reist echter achter hen aan om de gouden locomotief te stelen.
- Dit verhaal werd op de Nederlandse tv uitgezonden vanaf 1 december 1975.
- Dit verhaal werd ook uitgegeven als lp.
- Het verhaal werd ook als stripalbum uitgegeven, zie De gouden locomotief.

### De Zingende Kaars
Wiske durft de tuin niet meer in, omdat ze denkt dat ze een spook in de afvalton heeft gezien. Dit klopt ook, maar het spook blijkt een oude bekende van hen te zijn: Sus Antigoon. Hij is echter nogal de weg kwijt, want het was zijn bedoeling om in de Tachtigjarige Oorlog de burgers van het dorpje Mispelbeke te beschermen tegen de Spanjaarden. Mispelbeke bezit namelijk een kaars die met haar liederen het dorp tegen indringers kan beschermen, Sus Antigoon is de enige die de lont opnieuw kan aansteken als de kaars wordt gedoofd. Samen met het spook gaan Suske en Wiske naar het oude Mispelbeke om de kaars aan te steken maar de boze tovenaar Krawaat, die ooit door een goede fee omgetoverd is in een raaf, werkt samen met de Spanjaarden en wil hen tegenhouden.
- Dit verhaal werd op de Nederlandse tv uitgezonden vanaf 9 februari 1976.
- Het verhaal werd ook als stripalbum uitgegeven, zie De zingende kaars.
- Zingende kaars: Trudy de Kat, Bolle Bet: Paula Majoor, Krawaat: Henk Molenberg, capitano: Cees van Oyen en Sus Antigoon: Wim Wama

### Het Laatste Dwaallicht
Wanneer Suske, Wiske en Lambik uit kamperen zijn, ziet Wiske 's nachts in de verte een lichtje bewegen. Het is een verdwaald dwaallicht dat vertelt dat zijn soortgenoten door een aardverschuiving in de grond zijn gezonken bij de dode eik achter het moeras. De schat van Oberon, koning van elfjes en kabouters, ligt ook in de grot opgeslagen. De drie vrienden vertrekken met de graafmachine van professor Barrabas, de Terranef, op zoek naar de verloren dwaallichten. Maar dan blijkt ook Krimson als verstekeling aan boord te zijn, in de hoop dat hij de schat kan bemachtigen.
- Dit verhaal werd op de Nederlandse tv uitgezonden vanaf 14 april 1976.
- Het verhaal werd ook als stripalbum uitgegeven, zie Het laatste dwaallicht.
- In het verhaal Het laatste dwaallicht kwam op het scherm een reuzenkabouter voorbij, maar in het stripverhaal werd dit personage weggelaten.

### De Regenboogprinses
Wiske is jarig en krijgt van iedereen een cadeautje. Lambik heeft behalve een cadeautje voor Wiske echter ook een oude gravure van een piratenschip voor zichzelf gekocht. Samen met Suske gaat Wiske met de Teletijdmachine van Professor Barabas terug in de tijd naar het piratenschip. Daar komen ze het spook van kapitein Zwartbaard tegen en horen hem praten over de Regenboogprinses. Zij zit gevangen op een geheim eiland met een schat en kan alleen gevonden worden met behulp van een speciale machine die regenbogen kan maken. Thuis vertellen Suske en Wiske alles aan Lambik en ze besluiten terug te gaan om de prinses te zoeken. Maar ook Krimson en een van zijn boevenvriendjes hebben van de schat gehoord en reizen stiekem mee naar het verleden.
- Dit verhaal werd op de Nederlandse tv uitgezonden vanaf 10 juli 1976.
- Het verhaal werd ook als stripalbum uitgegeven, zie De regenboogprinses.

### De Windbrekers
Wanneer Lambik op een avond zijn stamkroeg verlaat, komt hij een pratende lantaarnpaal en een pratende kat tegen. Bij tante Sidonia gebeuren ook al vreemde dingen, want in haar tuin is een stenen beeld aan komen waaien. Ze schakelen de hulp van professor Barabas in om er achter te komen wat voor een beeld het is. De professor gebruikt hierbij een van zijn uitvindingen, de klankentapper, waarmee hij de taal van het beeld in mensentaal kan omzetten. Het beeld blijkt van het eiland Foetsjie te komen, waar het samen met zijn ouders de wind tegenhield en zo het eiland tegen stormen beschermde. Suske, Wiske, Lambik en tante Sidonia vertrekken naar Foetsjie om Bebewaji, het stenen beeld, naar zijn ouders terug te brengen. De boze tovenaar Orkahan, die met de sluwe Krimson samenwerkt, is echter van plan om het eiland met een enorme blaasbalg te vernietigen.
- Dit verhaal werd op de Nederlandse tv uitgezonden vanaf 6 oktober 1976.
- Het verhaal werd ook als stripalbum uitgegeven, zie De windbrekers.
- Krimson speelt mee in de afleveringen van de poppenfilm, maar in de stripversie van het verhaal werd hij door een ander personage vervangen.

## Stemmen
| Personage         | Acteur                           |
| Suske             | Paula Majoor                     |
| Wiske             | Hellen Huisman                   |
| Tante Sidonia     | Trudy Libosan (als Trudy de Kat) |
| Lambik            | Henk Molenberg                   |
| Jerom             | Wim Wama                         |
| Krimson           | Wim Wama                         |
| Professor Barabas | Cees van Oyen                    |

## Trivia
- In de serie wordt op sommige momenten gebruikgemaakt van datgene wat nu bekendstaat als voice tracking. In verschillende scènes worden bepaalde algemene uitspraken van de personages hergebruikt.
- De Perfecte Podcast maakte een speciale aflevering over de televisieserie, waarbij er onder meer met stemactrice Paula Majoor en met componist Piet Souer wordt gesproken over de totstandkoming van de serie. Ook striptekenaar Merho vertelt over zijn bijdrage aan de serie.